# Biotisk
|  | Sammenskrivningsforslag Artiklen Biotisk er foreslået føjet ind i Abiotisk faktor. (Siden august 2013) Diskutér forslaget |

Biotisk er et ord, der bruges sammen med sin modsætning: abiotisk. Biotisk betyder: "det levende", mens abiotisk betyder: "det livløse". Dette ordpar bruges mest om de faktorer, der påvirker levende væsner. Man siger nemlig, at en arts niche består af henholdsvis de biotiske og de abiotiske faktorer.